# Fred Hoyland
Wilfred Hoyland (tháng 3 năm 1898 – sau năm 1925) là một cầu thủ bóng đá người Anh thi đấu ở Football League cho Swansea Town, Birmingham và Brighton & Hove Albion.
Hoyland sinh ra ở Pontefract, sau đó là West Riding of Yorkshire. Ông có màn ra mắt ở Football League cho Swansea Town ở giải đấu mới thành lập Third Division South. Sau đó ông thi đấu cho Bury, mặc dù không ở Football League, và cho Glossop trước khi gia nhập Birmingham vào tháng 9 năm 1923. Ông có nhiều trận thi đấu ở First Division thay cho cầu thủ bị chấn thương Billy Harvey, nhưng vào cuối mùa giải 1923-24 trở lại Third Division với Brighton & Hove Albion. Ông thi đấu 5 trận giải quốc nội cho Brighton, nhưng chủ yếu là cầu thủ dự bị.